# La Chapela de Sent Marçau
La Chapela Sent Marçau (en francès La Chapelle-Saint-Martial) és una localitat i comuna de França, a la regió de la Nova Aquitània, departament de la Cruesa. La seva població al cens de 1999 era de 92 habitants. Està integrada a la Communauté de communes du Pays Cruesa Thaurion Gartempe.

## Demografia
| 1968 | 1975 | 1982 | 1990 | 1999 |
| ---- | ---- | ---- | ---- | ---- |
| 162  | 128  | 96   | 94   | 92   |

## Administració
| Període   | Identitat       | Partit |
| --------- | --------------- | ------ |
| 2001-2008 | Patrick Bernard |        |
| 2008-     | Isabelle Coulon |        |